# Сууп, Лаури
Лаури Сууп (эст. Lauri Suup; род. 11 февраля 2004, Таллин) — эстонский футболист, полузащитник клуба «Нымме Калью».

## Клубная карьера
Является воспитанником академии таллинского клуба «Нымме Калью». Выступал за различные юношеские команды клуба. 20 сентября 2020 года дебютировал за основной состав в матче чемпионата Эстонии с «Левадией». Сууп вышел в стартовом составе, но уже на 13-й секунде встречи был заменён на украинского полузащитника Владислава Хомутова. Связана ранняя замена с попыткой главного тренера обойти действующие в Мейстрилиге в сезоне 2020 года правило, согласно которому в стартовом составе клуба должны присутствовать как минимум два воспитанника клуба.

## Статистика выступлений

### Клубная статистика
| Выступление      | Выступление      | Выступление      | Лига | Лига | Кубки | Кубки | Конт. кубки | Конт. кубки | Итого | Итого |
| Клуб             | Лига             | Сезон            | Игры | Голы | Игры  | Голы  | Игры        | Голы        | Игры  | Голы  |
| ---------------- | ---------------- | ---------------- | ---- | ---- | ----- | ----- | ----------- | ----------- | ----- | ----- |
| Нымме Калью      | Мейстрилига      | 2020             | 1    | 0    | 0     | 0     | 0           | 0           | 1     | 0     |
| Нымме Калью      | Итого            | Итого            | 1    | 0    | 0     | 0     | 0           | 0           | 1     | 0     |
| Всего за карьеру | Всего за карьеру | Всего за карьеру | 1    | 0    | 0     | 0     | 0           | 0           | 1     | 0     |